# 56-та паралель південної широти
56-та паралель південної широти — лінія широти, що лежить на 56 градусів південніше земної екваторіальної площини. Паралель не перетинає жодну ділянку суходолу і повністю проходить через Світовий океан.
На цій широті під час літнього сонцестояння сонце видно 17 годин 37 хвилини, а під час зимового сонцестояння — 6 годин 57 хвилин.
.

## Список географічних об'єктів, що перетинає 56° пд. ш.
Починаючи з Гринвіцького меридіану та рухаючись на схід, 56-та паралель південної широти проходить через:
| Координати                                                  | Океан             | Примітки                                                              |
| ----------------------------------------------------------- | ----------------- | --------------------------------------------------------------------- |
| 56°0′ пд. ш. 0°0′ сх. д. / 56.000° пд. ш. 0.000° сх. д.     | Атлантичний океан |                                                                       |
| 56°0′ пд. ш. 20°0′ сх. д. / 56.000° пд. ш. 20.000° сх. д.   | Індійський океан  |                                                                       |
| 56°0′ пд. ш. 147°0′ сх. д. / 56.000° пд. ш. 147.000° сх. д. | Тихий океан       | Протока Дрейка — проходить південніше мису Горн на острові Горн, Чилі |
| 56°0′ пд. ш. 67°16′ зх. д. / 56.000° пд. ш. 67.267° зх. д.  | Атлантичний океан | Море Скоша                                                            |